# Elaenia chilensis
El fiofío chileno (Elaenia chilensis), también denominado fiofío (en Chile) o viudita chilena (en Uruguay), es una especie —o la subespecie Elaenia albiceps chilensis, dependiendo de la clasificación adoptada— de ave paseriforme de la familia Tyrannidae perteneciente al numeroso género Elaenia. Es nativo de América del Sur, donde se reproduce en el suroeste del continente y migra hacia el norte y este en los inviernos australes.

## Distribución yhábitat
Esta especie nidifica en la cordillera de los Andes desde el sur de Bolivia (Chuquisaca) hacia el sur hasta Argentina (hacia el sur hasta Catamarca y oeste de Córdoba), y desde ahí al sur por tierras bajas, en Chile desde Atacama, hasta Tierra del Fuego; migra hacia el norte durante el invierno austral, a través de todo el continente (Uruguay, Paraguay, sur y sureste de Brasil), hasta tan lejos como el Perú (posiblemente Colombia) y hasta el noreste de Brasil.
Esta especie es considerada un reproductor muy común en varios hábitats boscosos donde sus nidos llegan a ser tan numerosos como los nidos de todas las otras aves combinadas. Sin embargo y a pesar de tan abundantes en la temporada reproductiva, son raramente notados durante la migración, en parte debido a que se dispersan por un área muy vasta y en parte porque son muy difíciles de identificar en esta temporada, ya que vocalizan muy poco. Habitan desde el nivel del mar hasta los 3200 m de altitud.

## Sistemática

### Descripción original
La especie E. chilensis fue descrita por primera vez por el ornitólogo austríaco Carl Eduard Hellmayr en 1927 bajo el nombre científico de subespecie Elaenia albiceps chilensis; su localidad tipo es: «Curacautin, Prov. Malleco, Chile». El holotipo, un macho adulto recolectado el 10 de enero de 1924, se encuentra depositado en el Museo Field de Historia Natural, en Chicago, Estados Unidos, bajo el número FMNH 57683.

### Etimología
El nombre genérico femenino «Elaenia» deriva del griego «ελαινεος elaineos» que significa ‘de aceite de oliva’, ‘oleaginosa’; y el nombre de la especie «chilensis», se refiere al país de la localidad tipo: Chile.

### Taxonomía
La presente especie fue descrita y tradicionalmente tratada como la subespecie Elaenia albiceps chilensis, pero es reconocida como especie plena por el Congreso Ornitológico Internacional (IOC) siguiendo a Rheindt et al. (2009) cuyos análisis genético-moleculares evidenciaron que está realmente más cercanamente emparentada con Elaenia pallatangae que con la propia Elaenia albiceps. El Comité de Clasificación de Sudamérica (SACC) precisa de propuesta, mientras Clements Checklist/eBird la considera como subespecie.
Es monotípica.